# Жафяров Дамір Равільович
Дамір Равільович Жафяров (рос. Дамир Равильевич Жафяров; 17 березня 1994, м. Москва, Росія) — російський хокеїст, лівий нападник. Виступає за «Металург» (Новокузнецьк) у Континентальній хокейній лізі. 
Вихованець хокейної школи «Русь» (Москва). Виступав за «Кузнецькі Ведмеді», «Металург» (Новокузнецьк).